# 土曜日のわたしたちは
『土曜日のわたしたちは』は、LiSAの楽曲。2022年10月1日にSACRA MUSICより、配信限定シングルとして先行配信された。

## 概要
日本テレビ系ニュース番組「ズームイン!!サタデー」テーマソング。
ミュージック・ビデオが製作され、夜の街の雑踏を薄汚れた野良犬の着ぐるみ姿のLiSAが終始カメラ目線でふらつきながら歩いて歌うというもので、最後はパラパラを踊りながら歌って終わる(街の人々も踊り出す)という内容となっている。本編とは別に、MVとリンクする完全オリジナル・ショートドラマ「金曜日のわたしたちは」も製作し、YouTube限定で公開されている。